# Битва під Чжунду
Битва під Чжунду (нині — Пекін) — битва між монголами й династією Цзінь, яка контролювала північний Китай, що відбувалася біля Чжунду. Монголи перемогли та продовжили завоювання Китаю.

## Історія
У 1211 році почалася війна між монголами й династією Цзінь. Династія Цзінь змогла стримувати Чингісхана (Темуджина) та його монгольську армію протягом перших двох років війни.
Дочка чжурчженьського імператора Ваньяня Юнцзи, чжурчженьська принцеса Ціґво, була видана заміж за монгольського лідера Чингісхана в обмін на зняття монгольської облоги Чжунду (Пекіна) у рамках монгольського завоювання Цзіньського Китаю.
Проте протягом усього цього часу Темуцзін продовжував нарощувати свої сили та до 1213 року мав настільки потужну армію, що завоював всю територію Цзінь аж до Великого Китайського муру. З цього стратегічного місця Темуцзін вирішив розділити свої сили на три невеликі армії у спробі прорватися через стіну та завершити завоювання Північного Китаю. На чолі однієї з цих армій він відправив свого брата Джочі-Хасара на схід, до Маньчжурії. Іншу армію він направив на південь, у Шаньсі, під командуванням трьох своїх старших синів. Третю армію він сам очолив разом зі своїм сином Тулі у напрямку Шаньдуна. План удався, оскільки всі три армії прорвали стіну в різних місцях.
За словами Івара Лісснера, обложені жителі вдалися до обстрілу монголів із дульнозарядних гармат золотом та сріблом, коли закінчилися запаси металу для боєприпасів.
Битва за Пекін була довгою і виснажливою, але монголи виявилися сильнішими, оскільки 1 червня 1215 року вони остаточно взяли місто, винищивши його жителів. Це змусило імператора Цзінь Ваньяня Сюня перенести свою столицю на південь у Кайфен і відкрило долину Хуанхе для подальшого спустошення монголами. Кайфен також упав перед монголами після облоги 1232 року.